# トム・クリーン
トム・クリーン（英: Tom Crean、1877年7月20日 - 1938年7月27日）は、アイルランドケリー県出身の水兵であり南極探検家である。南極探検の英雄時代にイギリスが行った遠征4回のうち3回に参加しており、特にロバート・ファルコン・スコットが率いた1911年から1913年のテラノバ遠征では、南極点に向けたロアール・アムンセンとの競争になり、それに敗れたスコットとその隊員全員が帰路に死亡して終わった。この遠征のときに、クリーンはロス棚氷の上を一人で35法定マイル (56 km) 歩き、エドワード・エバンスの命を救った。このことで後にアルバート・メダルを受章することになった。
クリーンは15歳のとき、イギリス海軍に入るためにアナスコール近くにあった一家の農園を離れた。1901年、ニュージーランドでHMSリンガルーマ乗組み中に、ディスカバリーによるスコットの1901年から1904年イギリス国営南極遠征に志願して参加し、探検の経歴が始まることになった。テラノバでの帰還後、クリーンとしては3回目かつ最後の南極行がアーネスト・シャクルトンが率いたエンデュアランスによる帝国南極横断探検隊であり、クリーンは二等航海士を務めた。エンデュアランスが叢氷に閉ざされ沈んだ後、数か月間氷の上を漂流し、救命ボートでエレファント島に移動し、エレファント島からサウスジョージア諸島まで800海里 (1,500 km) をボートで渡るなど一連の劇的なできごとに参加した。サウスジョージアに到着した時、地図や適当な山岳装備もなしに島を横切った初めての3人隊の1人となり、助けを求めた。
これら遠征に対するクリーンの貢献によって、頑丈で信頼できる極圏探検者としての評判が確立し、合計3つの極圏メダルを受章することになった。エンデュアランスによる遠征後は海軍に戻り、1920年に海軍を退役した後はケリー県に戻った。生まれ故郷のアナスコールでは、妻のエレンと共に「サウスポール・イン」とよぶ宿屋を開いた。そこで静かに控えめな生活をおくり、1938年に死去した。

## 初期の経歴
トマス・クリーン（通常はトム・クリーンと呼ばれた）は1877年7月20日に、アイルランドのケリー県アナスコールの町に近いガータックレーンで生まれた。父はパトリック・クリーン母はキャサリン・コートニーだった。10人兄弟であり、地元のブラックルーイン・カトリック学校に入学し、12歳のときには家族の農園で大いに必要とされた人手のために学校を離れた。15歳のとき、近くのミナード入り江にあった海軍の基地でイギリス海軍に入隊した。おそらく父との議論があった後のことだった。少年2等兵としての入隊は、1893年7月10日のイギリス海軍の記録に残っており、クリーンとしては16歳の誕生日の10日前のことだった。両親の了解を得ていなかったので、年齢については嘘を言った可能性が強い。
クリーンの海軍における当初の任務は、デヴォンポート海軍基地で訓練船HMSインプレグナブルに乗組むことだった。1894年11月、HMSデバステーション乗艦となった。1895年の18歳の誕生日までに、HMSロイヤルアーサーに乗り組み、二等水兵になっていた。それから1年も経たないうちにワイルドスワンに上等水兵として乗艦し、のちには魚雷訓練船HMSデファイアンスに移った。1899年までに下士官第2等に昇進し、ビビッドに乗り組んでいた。
1900年2月、魚雷艇リンガルーマに割り当てられ、サウスアイランドを基地とするイギリス海軍のニュージーランド戦隊配属となった。1901年12月18日、詳細不明の軽罪のために下士官から上等水兵に降格された。同月、リンガルーマはロバート・ファルコン・スコットの探検船ディスカバリーを支援するよう命令された。ディスカバリーはリトルトン港に入港しており、イギリス国営南極遠征として南極に出発するところだった。スコットの船の上等水兵が下士官を殴った後に脱走しており、その後釜が求められていた。クリーンがそれに志願し、認められた。

## ディスカバリー遠征、1901年–1904年

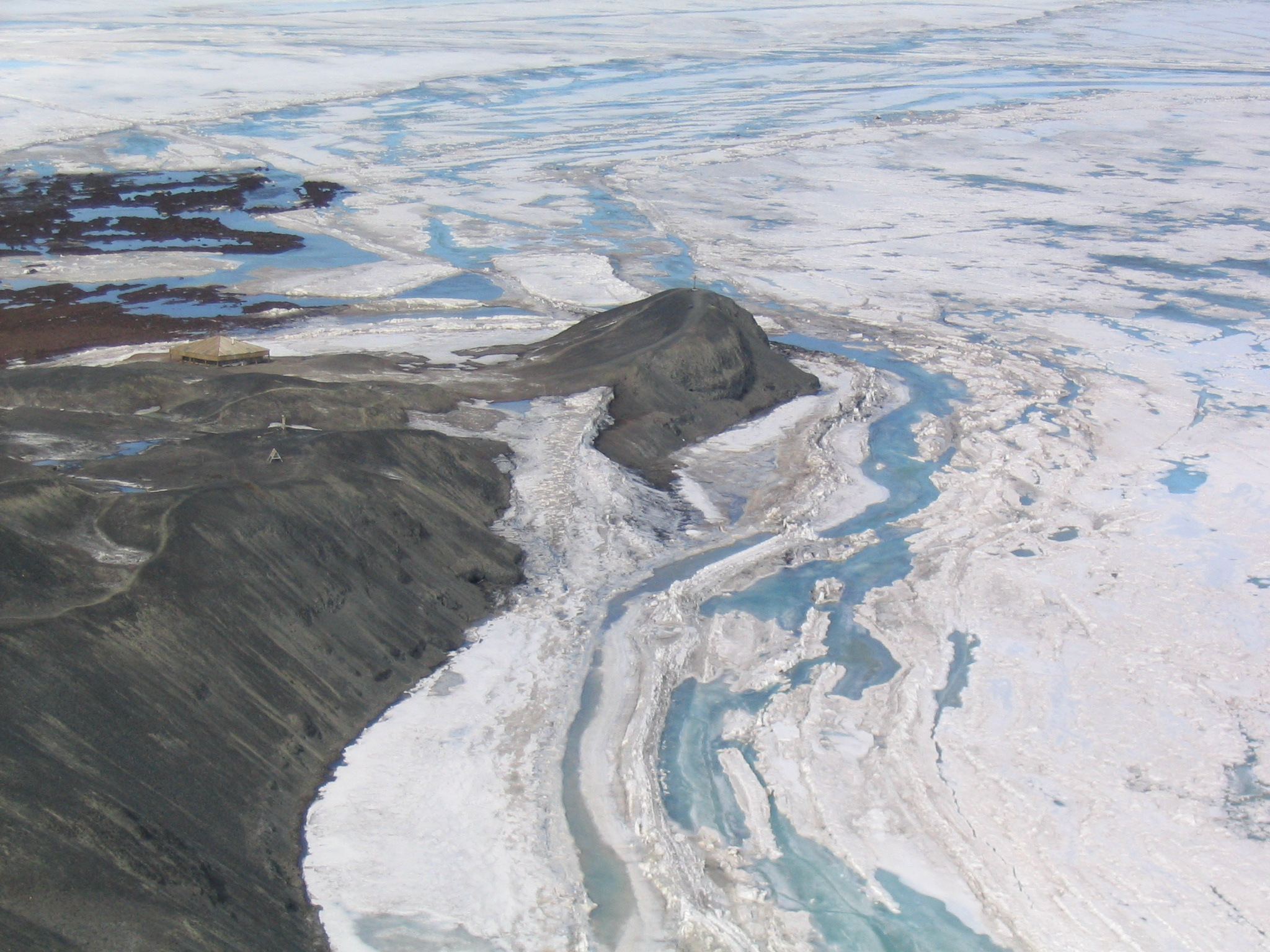
マクマード・サウンドのハットポイント、ディスカバリー遠征の基地になった、1902年–1904年

ディスカバリーは1901年12月21日に出港した。その7週間後1902年2月8日にマクマード・サウンドに到着し、「ハットポイント」と呼ばれる場所に碇を降ろした。ここで科学と探検の橇旅行を始めることになる基地を設立した。クリーンは隊の中では最も着実な橇曳きの一人であることが証明された。48名居た隊員の中で7名のみが、クレーンの149日よりも長くハーネスに関わったことがあるだけだった。クリーンはユーモアの感覚が良く、隊の仲間からも好かれた。スコットの副隊長アルバート・アーミテージはその著作『南極での2年間』の中で「クリーンは機知に溢れ、何物も気を逸らさない性格ですらあるアイルランド人だ」と記していた。この遠征ではウィリアム・ラシュリーやエドガー・エバンスと親密な友情を形成し、その後の10年間では3人とも経験を積んだ極圏探検家として評価されることになった。
クリーンは当時「グレート・アイス・バリア」と呼ばれていたロス棚氷を横切る3回の橇旅行でマイケル・バーン大尉と行動を共にした。その旅の中には、バーンが率いた12人の隊員による補給所設置の旅があった。これは1902年10月30日に出発し、スコット、シャクルトンおよびエドワード・ウィルソンが行う南行本隊を支援するために、補給物資を置いて行くものだった。11月11日、バーン隊はそれまでの最南端である南緯78度50分を過ぎた。それはカルステン・ボルクグレヴィンクが1900年に打ち立てた記録だった。南行本隊がその後直ぐにそこを通り過ぎ最終的に南緯82度17分まで達した。
1902年の南極の冬の間、ディスカバリーは氷に閉ざされていた。1902年から1903年の夏に、それを解放しようとしたが失敗した。アーネスト・シャクルトンを含み隊員の幾人かは救援船で南極を離れたが、クリーンと隊員の多数は留まり、ディスカバリーは1904年2月になってやっと解放された。クリーンは文明世界に戻って来た後、スコットの推薦に基づき、下士官第1等に昇格された。

## ディスカバリー遠征の後、1905年–1910年
クリーンはケント州チャタムの海軍基地で通常任務に戻り、1904年にはペンブロークに乗り組み、その後バーノンの魚雷学校に転籍となった。クリーンは、ディスカバリー遠征での態度や働きぶりでスコット大佐の注目を集めていたので、1906年、スコットがクリーンにビクトリアス乗務を要請した。その後の数年間、クリーンはアルベマール、エセックス、ブルワークとスコットに付いて回った。1907年までにスコットは次の南極遠征の計画を立てていた。一方アーネスト・シャクルトンの1907年から1909年のイギリス南極遠征は、新たに最南端南緯88度23分を打ち立てたものの、南極点にまでは達しなかった。スコットは、シャクルトンが南極点にもう少しまで行ったという知らせが公表されたときにクリーンと共にあり、スコットがクリーンに向かって「私は次の一発になった方が良いと思う」と言ったことが記録されている。

## テラノバ遠征、1910年–1913年
スコットはクリーンを大いに評価しており、テラノバ遠征を計画しているときに最初に集めた者達に入っていた。隊の中でクリーンは極圏での経験がある数少ない者の1人だった。その最初の大きな貢献は、ハットポイントから130法定マイル (210 km) の位置に「1トン・デポ」を設置した13人の隊に加わったことだった。このデポは大量の食料と装備が蓄えられたのでその名が付いた。アプスリー・チェリー＝ガラードとヘンリー・"バーディ"・ボワーズ大尉と共に、エバンス岬の遠征基地に戻るときに、不安定な海氷の上でキャンプしていて、災難寸前の経験をした。夜の間に氷が割れ、人が流氷の上に残り、橇と切り離された。クリーンは流氷から流氷を飛んで歩き、バリアの縁に達して助けを得られるようにして、他の者の命を救ったとされている。
クリーンは、南極点を目指して1911年11月に出発したスコットの大きな隊に入っていた。この旅には3つの段階があった。まず400法定マイル (640 km) のバリアを渡り、次に120法定マイル (190 km) のクレバスの多いベアドモア氷河を上って標高 10,000 feet (3,000 m) に達する。最後はさらに350法定マイル (560 km) 進んで南極点に着くというものだった。クリーンとウィリアム・ラシュリーはエドワード・エバンス大尉と共に最後の支援隊となって、南緯87度32分、南極点までは168法定マイル (270 km) の位置までスコットの本体に付いて行った。1912年1月4日、ここでクリーンの隊は基地への帰還を命じられ、一方スコット、エドガー・エバンス、ウィルソン、ボワーズ、ローレンス・オーツの5人が南極点への旅を続けた。クリーンの伝記作者マイケル・スミスに拠れば、クリーンはエドガー・エバンスの代わりに南極点行隊に加えられても良かったはずだった。エバンスは手を負傷したばかりであり、弱っていたのをスコットが気付かなかった。遠征隊の中でも頑丈な隊員に数えられていたクリーンは、バリアを越えるときにポニーを引いており、それで人が橇を曳く重労働を緩和していた。スコットの批判者で伝記作者のロランド・ハントフォードは、ベアドモア氷河の頂点まで南極点行に同行した軍医のエドワード・L・アトキンソンが、エドガー・エバンスよりもクリーンかラシュリーを最後まで同行させることを推薦していたと記録している。この地点まで2か月間努力してやって来た後、目標までそれほど近い地点から引き返さねばならないことで、クリーンは悔し涙を流していた。

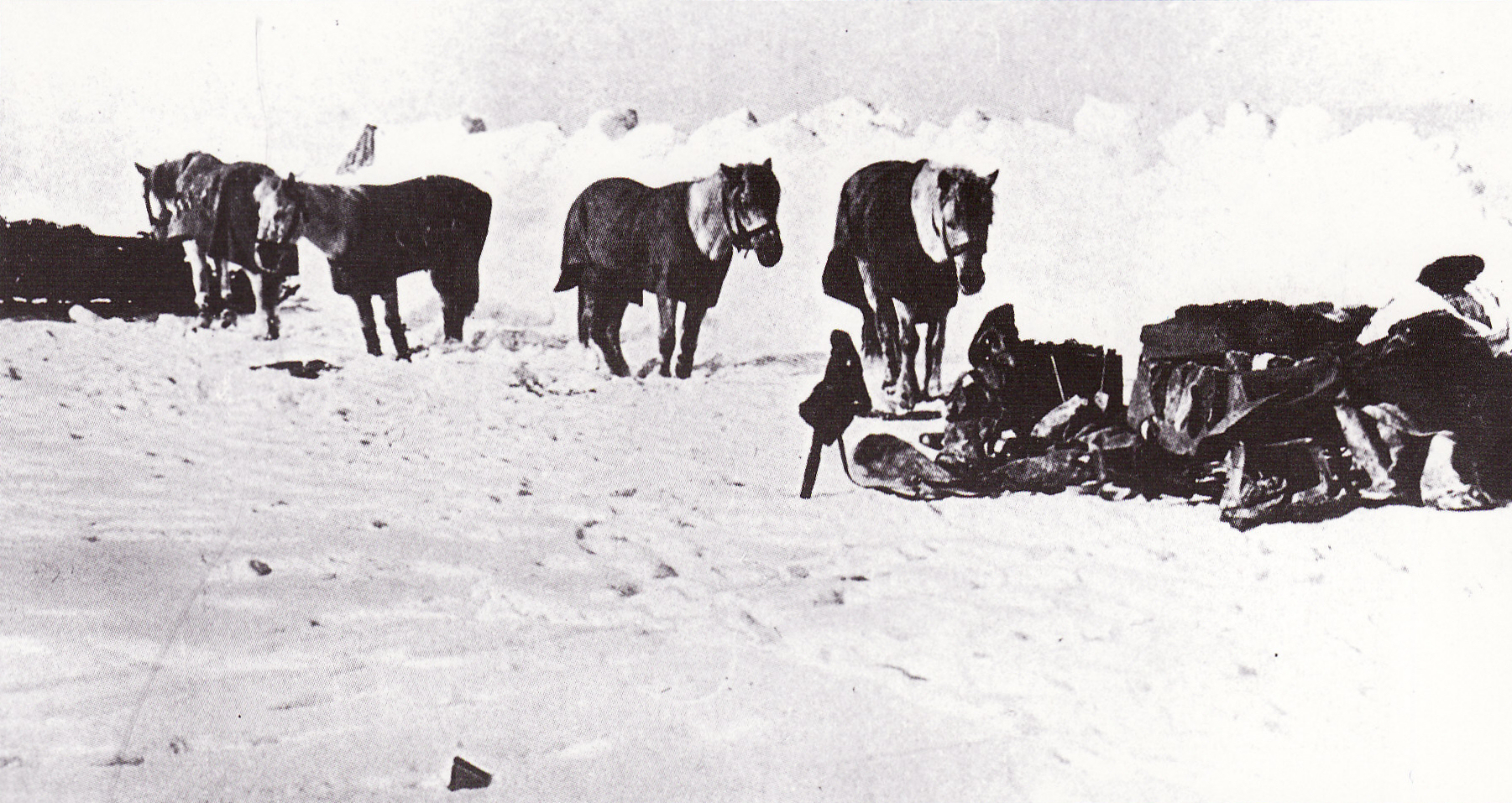
遠征隊の荷物を曳いたシベリア・ポニー

クリーン、ラシュリー、エバンスはハットポイントまで700法定マイル (1,100 km) 戻る必要があった。北に向かい始めてから間もなく、3人の隊はベアドモア氷河に戻る道を見失い、台地から氷河まで急に高さが落ちる大きなアイスフォールの方に回り道をしてしまった。持っていた食料が乏しくなり、次の補給拠点まで到着する必要性があったので、その橇のままアイスフォールを滑り降りる決断をした。橇はおそらく制御できなくなるはずだった。3人は2,000フィート (600 m) を滑り降り、幅200フィート (61 m) のクレバスを交わし、氷河の縁でひっくり返ることで滑降を終えた。エバンスは後に「どうやって全く無傷で切り抜けられたのかとても説明できるものではない」と記した。
アイスフォールでギャンブルしたことが功を奏し、2日後には補給所にたどり着いた。しかし、氷河を降る方向づけには大きな困難さがあった。ラシュリーは「我々が踏み入れた迷路と間一髪のところで通り抜けなければならなかった様子を説明できない」と記した。エバンスは降りる道を見つけるために、ゴーグルを外して見たので、その結果雪盲を患い、お客さんになってしまった。この隊が氷河を脱してバリアの高さまできたとき、エバンスは壊血病の最初の兆候を見せていた。2月初めまでに強い痛みを感じるようになり、関節が腫れて変色し、血尿が出ていた。クリーンとラシュリーが1トン・デポまで必死の努力をした結果、2月11日に到着した。この地点でエバンスが倒れた。クリーンはエバンスが死んだものと思った。エバンスの証言では「彼の熱い涙が私の顔に落ちてきた」としていた。ハットポイントまでまだ100法定マイル (160 km)  以上あり、クリーンとラシュリーはエバンスを橇に乗せて曳き始め、「まだ何とか残っていたブランディの数滴を彼の命に注ぎこんだ」2月18日にはコーナーキャンプに到着したが、それでもハットポイントまで35法定マイル (56 km) あった。食料も尽きかけていた。食料は1日か2日分残っているだけだったが、まだあと4、5日は橇を曳いていく必要があった。ここでクリーン1人が助けを呼びに行くことに決めた。クリーンには僅かなチョコレートとビスケット3枚があるだけで、テントや生存のための装備もなく、ハットポイントまでを18時間で歩き、倒れこむようにして到着した。その直後に激しい吹雪が始まっており、その吹雪でクリーンが死んでいた可能性が強かった。さらに救援隊の出発も1日半遅れた。しかし、救援は成功した。ラシュリーとエバンスは生きてベースキャンプに運び込まれた。クリーンはその耐久力の重要性を控えめに見ていた。文書に残されたものも少ない中で、ある手紙に「助けを求めて30マイル行くのが私の役目になった。1組のビスケットと1本のチョコレートがあるだけだった。さて諸君、私が小屋に着いたときは本当に弱っていた」と記した。
スコット隊は帰還できなかった。エバンス岬での1912年の冬は重苦しいものになった。南極点行隊は間違いなく遭難したのがわかっていた。フランク・デベナムは「冬の間に、小屋の中の沈んだ仲間の間で快活さの中心になっていたのが、再度クリーンだった。」と記した。1912年11月、クリーンは南極点行隊を探す11人の捜索隊に加わった。11月12日、隊は雪のケアンを見つけ、それが雪の積もったテントだと分かった。その中にはスコット、ウィルソン、ボワーズの遺体があった。クリーンは後にスコットに触れて、「良き友を失った」と記していた。
1913年2月12日、クリーンと残っていた隊員はテラノバでニュージーランドのリトルトンに到着し、それから間もなくイングランドに戻った。バッキンガム宮殿で遠征隊の残ったメンバーが、国王ジョージ5世と、第一海軍卿となったルイス・アレグザンダー・マウントバッテンから極圏メダルを受章した。クリーンとラシュリーは二人ともエバンスの人命救助についてアルバート・メダル2等級を、1913年7月26日にバッキンガム宮殿で国王から授けられた。クリーンは1910年9月9日に遡って上等兵曹に昇格された。

## 帝国南極横断探検隊（エンデュアランス遠征）、1914年–1917年

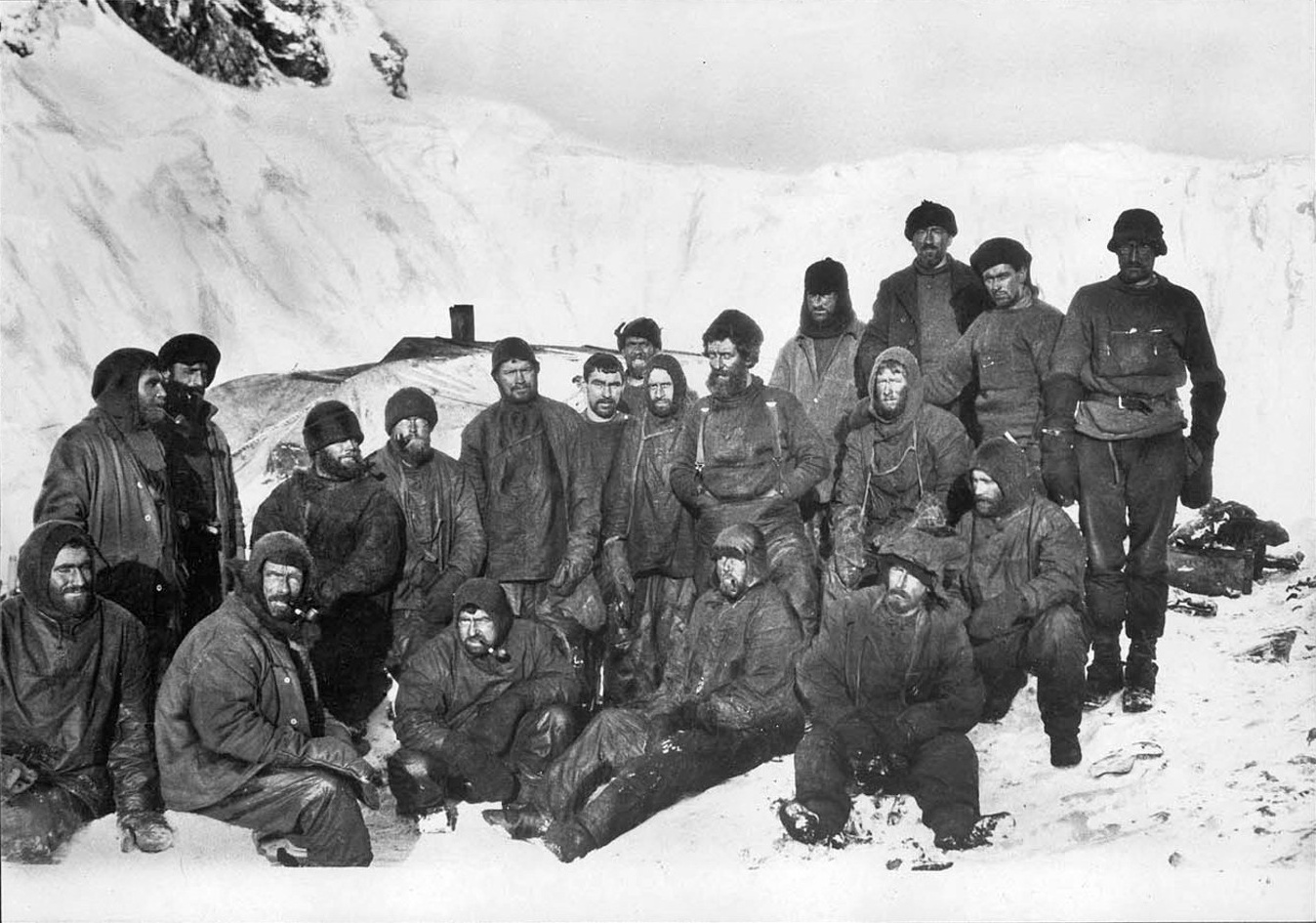
エレファント島に上陸した隊員

アーネスト・シャクルトンはディスカバリー遠征のときからクリーンを良く知っており、スコットの最後の遠征でもクリーンの功績を知っていた。スコットと同様にクリーンを深く信用していた。シャクルトンの言葉ではクリーンが「切り札」の価値があった。クリーンはシャクルトンの帝国南極横断探検隊に二等航海士として1914年5月25日に参加した。様々な任務があった。カナダの犬調教の専門家が雇用されたものの現れなかったときには、犬を御するチームの1つを任され、この遠征初期に犬のサリーが生んだ子犬の世話をし、養育することに関わった。
1915年1月19日、遠征隊の船エンデュアランスがウェッデル海の叢氷に捉われてしまった。それを解放しようとしていた初期の段階で、船が氷の間で突然動き出し、危うく潰されてしまうところだった。船は氷に挟まれたまま数か月間漂流し、最終的に11月21日に沈んだ。シャクルトンは、食料、装備、および3隻の救命ボートを氷から引き出して、200法定マイル (320 km) 離れたスノーヒルあるいはロバートソン島に引き摺って行くと隊員に伝えた。氷が不安定であり、氷丘脈があり、氷が割れて隊員を分けてしまう危険性があったので、間もなくその計画を捨てた。隊員はキャンプを張って待つことにした。彼らは時計回りに漂う叢氷が400法定マイル (640 km) 離れたポーレット島に運んで行ってくれることを期待していた。そこには緊急物資を備えた小屋があることが分かっていた。しかし、叢氷は固く締まったままポーレット島を過ぎてしまい、4月9日まで割れなかった。隊員は3隻の装備も悪い救命ボートで氷の中を漕いでエレファント島に向かったが、これだけで5日間も要した。エンデュアランスの航海士であるクリーンとヒューバート・ハドソンはその救命ボートを誘導し、ハドソンが衰弱した後は事実上クリーンが采配した。

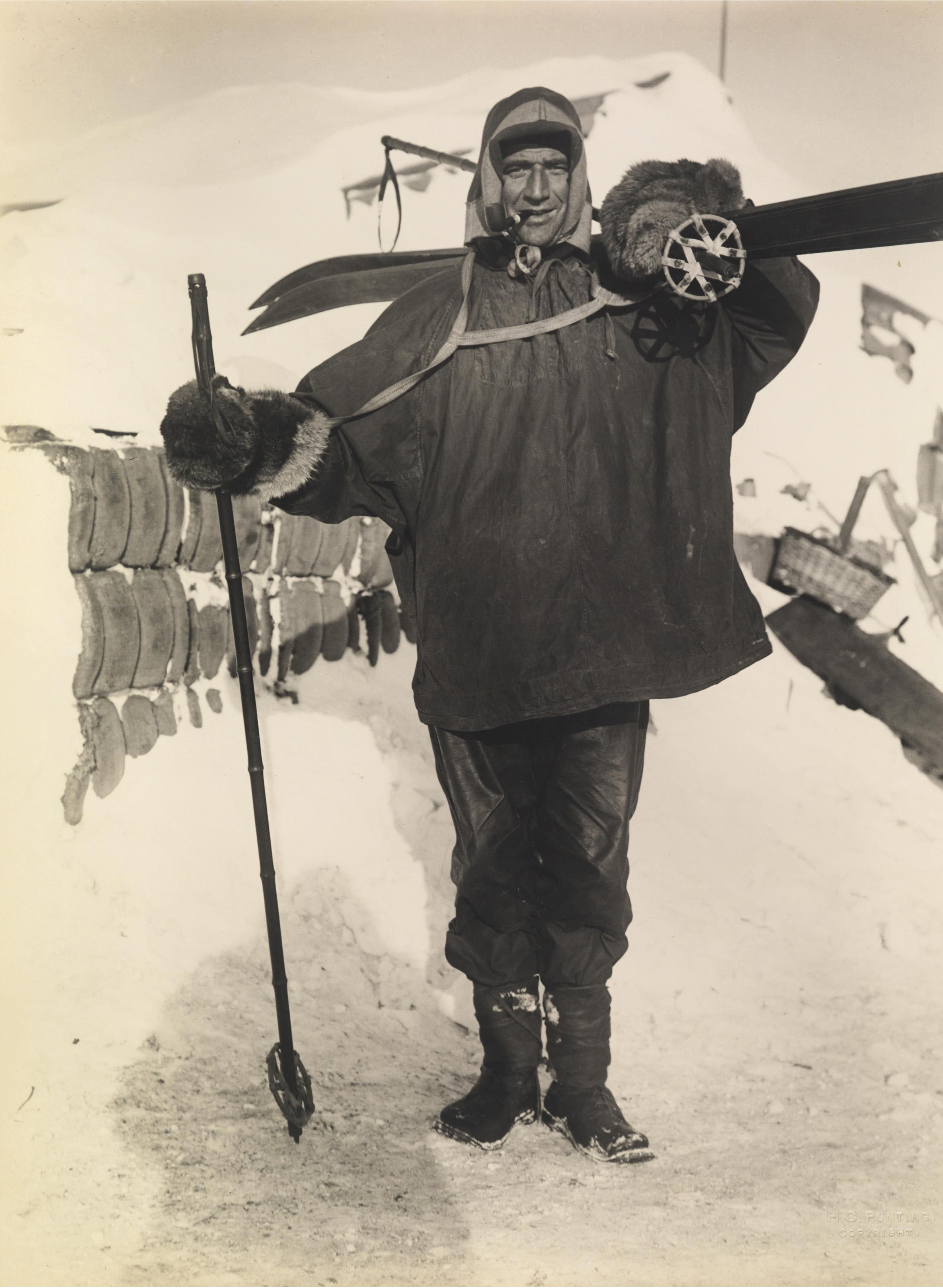
トム・クリーン、極地のためのフル装備をしている

エレファント島に到着した時に、シャクルトンが安全な宿営地を見出すためにクリーンは「最も適した4人」の1人だった。シャクルトンは、来る可能性のほとんどない救援船を待つよりも、救命ボートの1隻を強化してサウスジョージアまで渡り、救援を手配することにした。最高水位線より上にあるペンギンの繁殖地を宿営地とし、船大工のハリー・マクニッシュが率いる集団が救命ボートを改修してジェイムズ・ケアード号を作り、シャクルトンが率いることになる旅に備えた。エレファント島に残ることになる隊員を率いるのがフランク・ワイルドであり、頼りになるクリーンが島に残ることを望んだ。シャクルトンは当初それに同意していたが、クリーンがボートに乗る6人の中に入れてくれと頼んだ後は考えを変えた。サウスジョージアまで800海里 (1,500 km) のボートによる旅は、極圏歴史家のキャロライン・アレクサンダーに拠れば、記録に残る中でも最も特異な海員魂と航海術の成果であり、暴風と暴雪の中を17日で渡った。航海士のフランク・ワースリーが「山のような西からの大波」と表現したような荒海だった。ボートは1916年4月24日に出発し、最少の装備しかなかったものの、ワースリーの航海術のお蔭もあって、5月10日にはサウスジョージアに到着した。シャクルトンはこの旅に関する後の報告書で、舵を取りながらクリーンが調子はずれに歌っていたことを回想し、「彼は舵を取りながら常に歌っていた。誰も何の歌かは分からなかったが、楽しいものに聞こえた」と記していた。
この隊はサウスジョージアの人が住まない南岸に上陸した。北岸にある捕鯨基地を直接目指していくのは危険性が高いと判断した。もし島の北に回り込めなければ、大西洋に押し出されて島から遠ざかってしまうと考えられた。当初の計画ではジェイムズ・ケアードを北岸に回すつもりもあったが、最初の上陸のときに舵が壊れてしまい、隊員の幾人かはシャクルトンが見るところそれ以上の旅に耐えられなかった。それ故に、最強の3人、すなわちシャクルトン、クリーン、ワースリーが、島の氷に覆われた地形を越えて最も近い人のいる捕鯨基地まで30法定マイル (48 km) を歩いて行く必要があった。この山越えは記録に残る中でも初めてのものであり、テントも寝袋も地図も無く、数少ない山岳装備といえば、大工の手斧、少しばかりの登山ロープであり、ジェイムズ・ケアードから取り出したねじをブーツに打ち込んでアイゼンの代わりにした。3人は36時間後にストロームネスの捕鯨基地に到着した。疲れ切り、汚く、髪は長くモジャモジャで、顔は数か月間脂肪ストーブで料理したために真っ黒となり、ワースリーに拠れば「世界で最も汚い男たち」だった。彼らは直ぐに船を用意させて島の南岸にいる3人を拾ったが、エレファント島に残っていた22人を救い出せるまで、船による4回の試みに3か月を要することになった。

## その後の人生

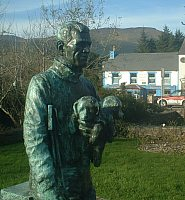
クリーンの彫像、背景はサウスポール・イン

クリーンは1916年11月にイギリスに戻り、海軍任務を再開した。1916年12月15日、エンデュアランスでの功績を認められて、准尉（掌帆長として）に昇格し、3個目の極圏メダルを与えられた。1917年9月5日、クリーンはアナスコールのエレン・ハーリヒーと結婚した。第一次世界大戦の残り期間、まずチャタム兵舎で勤務し、その後アイルランドのコーヴクイーンズタウンにある母艦コリーンに乗艦した。
1920年代初期、シャクルトンは再度南極遠征の編成を行っており、後にシャクルトン＝ローウェット遠征と呼ばれた。シャクルトンは、エンデュアランスの他の士官と共に、クリーンにも参加するよう呼びかけた。しかし、この時までにクリーンは結婚して、2人目の娘も生まれており、海軍退役後に自分で事業を興す計画もあった。クリーンはシャクルトンの招請を断った。
クリーンはヘクラが最後の乗艦となった。このときに転倒して視力を悪くし、終生続いた。その結果、1920年3月24日に健康上の理由で退役した。クリーンは妻のエレンとアナスコールで小さな宿屋を開業し、サウスポール・インと名付けた。この夫婦にはメアリー、ケイト、アイリーンという3人の娘が生まれたが、ケイトは4歳の時に死んだ。
1920年4月25日、クリーンの兄弟で王立アイルランド警察の警官だったコーネリアスが、アイルランド独立戦争の間にコーク県ボーリンスピットルで起きたアイルランド共和軍との戦闘で、他の警官と共に殺された。
クリーンはその生涯を通じて極端に謙虚な人だった。ケリーに戻ってくると、受賞したメダルを全てしまい込み、南極での経験を二度と語らなかった。実際にクリーンがマスコミからインタビューを受けたという信頼すべき記録は無い。ケリー県は昔からアイルランド共和主義の中心にあったので、アイルランド人がイギリスの極圏探検での功績を語るのは不適切だったという推測がある。実のところ、クリーンとその家族は、独立戦争の間にブラック・アンド・タン（イギリスの民兵組織）による襲撃の犠牲になったことがあった。襲撃者はクリーンの資産を略奪しており、ブラック・アンド・タンの隊員がたまたまクリーンのイギリス海軍の制服を着てメダルを佩用した額入り写真を目にとめるまで、恐怖を感じていた。その後彼らはクリーンの宿屋から出て行った。
1938年、クリーンは虫垂破裂の病気になった。トラリー市の最も近い病院に担ぎ込まれたが、そこでは手術を行える外科医がおらず、コーク市のボンセコール病院に運ばれ、虫垂を切除された。手術が遅れたために感染症が広がり、その1週間後の1938年7月27日に病院で死んだ。61歳の誕生日の直後だった。バリーナコーティの墓地にある家族の墓に埋葬された。
クリーンは少なくとも2か所の地名で栄誉を称えられている。南極のヴィクトリアランドにある標高8,630フィート (2,630 m) のクリーン山と、サウスジョージアのクリーン氷河である。一人芝居の『トム・クリーン、南極探検家』は2001年以降、その作者エイダン・ドゥーリーによって広く演じられており、2001年10月にはアナスコールのサウスポール・インで特別公演もあった。この公演に同席したのはクリーンの娘のメアリーとアイリーンであり、二人とも80歳代だった。クリーンは明らかに娘たちにその話をしておらず、アイリーンに拠れば、「彼はメダルと剣を箱の中に入れており、それで全てだった。彼はとても慎ましい人だった」と語っていた。
2011年、アイルランドビール醸造会社ディグル・ブリューイング・カンパニーが、ラガービールにクリーンの名前を付けた。アメリカ合衆国コロラド州のエンデュアランス・ブリューイング・カンパニーはその「アークティカ・ペイル・エール」にクリーンの名前を使っている。

## 関連図書
- Michael Smith, 2010, 'Great Endeavour – Ireland's Antarctic Explorers', Collins Press
- Ian O'Shea, 2012, 'Tom Crean: Antarctic Survivor', LMNOP Books
- Alfred Lansing, 1986, 'Endurance: Shackelton's Incredible Voyage', Endurance: Shackleton's Incredible Voyage